# Кюллёнен, Мерья
Ме́рья Синикка Кю́ллёнен (фин. Merja Sinikka Kyllönen; род. 25 января 1977, Суомуссалми, Оулу) — финский политический и государственный деятель. Член партии «Левый союз». Депутат эдускунты (парламента Финляндии) в 2007—2014 годах и с 2019 года. В прошлом — министр транспорта (2011—2014), депутат Европейского парламента (группа «Европейские объединённые левые / Лево-зелёные Севера»; 2014—2019).
По результатам выборов 2024 года избрана снова депутатом Европейского парламента.

## Биография
Родилась 26 января 1972 года в местечке Суомуссалми в Финляндии.
22 июня 2011 года назначена министром транспорта в кабинете правительства Катайнена. В ноябре 2012 года в связи с обнаружением дефицита в бюджете министерства транспорта, оппозиционная партия «Центр» выразила недоверие министру с требованием отставки.
25 марта 2014 года подала в отставку после того, как на переговорах о бюджетных рамках, проходивших в конце марта, предложения, внесённые главами правящих партий, были отклонены парламентской фракцией «Левый союз» как «ухудшающие положение малоимущих» и лидер партии Пааво Архинмяки заявил о выходе «Левого союза» из правительства. Освобождена от должности 4 апреля.
Кандидат в президенты Финляндии на выборах 2018 года, заняла на них 7-е место, набрав 3,0 % голосов.
В марте 2019 года стала лауреатом премии за развитие транспорта и туризма от журнала The Parliament Magazine.
По результатам выборов 2024 года избрана снова депутатом Европейского парламента.